# Diplazium unilaterale
Diplazium unilaterale là một loài dương xỉ trong họ Athyriaceae. Loài này được Mett., Christ mô tả khoa học đầu tiên năm 1901.
Danh pháp khoa học của loài này chưa được làm sáng tỏ. 